# Вулиця Івана Сльоти
Вулиця Івана Сльоти — вулиця в Корольовському районі Житомира, названа на честь українського диригента, художнього керівника Поліського державного ансамблю пісні і танцю «Льонок» Івана Сльоти.

## Розташування
Вулиця розташована в привокзальній частині міста. Орієнтовно від перехрестя з вулицею Бориса Тена, вулиця пролягає на теренах Путятинки — перетинає мікрорайон з розмовною назвою «Промавтоматика», збудований на місці заболоченого верхів'я русла річки Путятинки, відомого до осушення як «Дмитрівське болото». Закінується в районі Ботанічного саду.

## Історія

### Історія зміни назв
Попередні назви вулиці: провулок Пиржановського, Столярний провулок, Будівельний провулок, Промислова вулиця, вулиця Бородія.
Історична назва вулиці (в межах між сучасними вулицями Київською та Гоголівською) — провулок Пиржановського. З 1930-х до 1953 року відома за назвами Столярний провулок, Будівельний провулок. На мапі 1941 року підписана як «Zimmermanns Gasse». У 1953 — 1965 рр. — Промислова вулиця. У 1965 — 2016 рр. — вулиця Бородія.
Відповідно до розпорядження Житомирського міського голови від 19 лютого 2016 року № 112 «Про перейменування топонімічних об'єктів та демонтаж пам'ятних знаків у м. Житомирі», перейменована на вулицю Івана Сльоти.
Під час громадських обговорень щодо перейменувань вулиць та провулків, котрі підпадають під декомунізацію, розглядалась версія найменування вулиці на честь Симона Петлюри.

### Історія розвитку вулиці
Вулиця почала формуватися наприкінці ХІХ століття як провулок Пиржановського. Наприкінці ХІХ століття — початку ХХ століття завершувалася перехрестям з Вацківським провулком (який тоді був довшим та протягувався до залізничного полотна). У першій половині ХХ століття забудова зосереджувалася зі східної сторони початку провулка Пиржановського (пізніше Столярного). До 1953 року завершувалася перехрестям з Гоголівською вулицею. У 1953 році вулиця продовжилася на південний схід з розгортанням будівництва, зокрема, за місцем розташування осушеного Дмитрівського болота — заболоченої місцевості у верхів'ї річки Путятинки. До середини ХХ століття це була заміська територія, на якій з початку ХІХ століття формувалася система хуторів, зокрема — хутір Леніна (у 1920 — 1930-х роках відомий як хутір Станишівської сільської ради Іванківського району). У 1980-х роках за місцем розташування хутора здійснювалося будівництво мікрорайону 9-14-поверхових житлових будинків із будівлями соціально-побутового призначення. Якщо станом на 1968 рік вулиця та її забудова завершувалася глухим кутом південніше перехрестя з вулицею Бориса Тена, то до кінця 1980-х років вулиця та нова багатоповерхова забудова сформувалися до перехрестя з вулицею Шевченка, пролягаючи у новому мікрорайоні, що отримав розмовну назву серед населення — «Промавтоматика».